# Vaterlandslied (Bruckner)
Vaterlandslied, WAB 92, ist ein patriotisches Chorwerk, das Anton Bruckner während seines Aufenthalts in Linz komponierte.

## Geschichte
Bruckner komponierte dieses Stück nach einem Text von August Silberstein im November 1866 während seines Aufenthalts in Linz. Er komponierte es zusammen mit dem Vaterländisch Weinlied, WAB 91, auf Anfrage von Anton M. Storch.
Bruckner widmete das Werk dem Niederösterreichischen Sängerbund. Das Werk wurde von der Liedertafel Frohsinn am 4. April 1868 im Redoutensaal von Linz aufgeführt.
Das Werk, dessen Originalmanuskript verschollen ist, wurde erstmals 1902 von Doblinger, Wien, zusammen mit Der Abendhimmel, WAB 56 herausgegeben. Sie erscheint im Band XXIII/2, Nr. 20 der Gesamtausgabe.
Das recht umfangreiche Werk (13 Seiten in der Gesamtausgabe) gilt als „eines der besten Werke für Männerchor der Linzer Zeit“. Das Lied, das im Repertoire von Frohsinn verblieb, wurde auch auf der Bruckner-Feier 1924 aufgeführt.

## Text
O könnt’ ich dich beglücken,

Wie wollt’ ich selig sein,

O du mein höchst Entzücken,

Du lieb Vaterland mein!

Willst du mein Leben,

Willst du mein Blut,

Ich will’s dir geben,

Gar treu und gut!

Wie sollt’ ich dich nicht lieben,

Da du so herrlich bist,

Es lacht ja hier wie drüben

Die Flur zu jeder Frist.

Lockt’s mich zu Auen,

Streb’ ich zur Höh’,

O Reiz zu schauen,

Wohin ich geh!

Du Heimat, Land, voll Klarheit,

Voll edlem Geisteslicht,

Du Land voll edler Wahrheit,

O dich verlass ich nicht.

Ob manche Blüte

Fern gedeiht,

In deinem Gemüte

Die Herrlichkeit!

Wie süß, mit dir zu leben,

Für dich dem Tod sich weih’n,

Mein Geist wird dich umschweben,

Geh’ ich zu Ew’gem ein.

O Gott, beschirme

Dies deutsche Blut,

Lenk’ es durch Stürme

Zu höchstem Gut.

## Musik
Das 87 Takte lange Werk in As-Dur, das für Männerchor und Tenor- und Bariton-Soliste komponiert wurde, besteht aus vier Abschnitten: A (Strophen 1 & 2, 21 Takte), A (Strophen 3 & 4, 21 Takte), B (Strophen 5 & 6, 20 Takte), A (Strophen 7 & 8, 21 Takte) mit einer 4-taktigen Coda.

## Diskografie
Es gibt eine Aufnahme des Liedes:
Reiner E. Moritz, Anton Bruckner – Die Entstehung eines Riesen – BR: Arthaus Musik NTSSC, 2021
Zusammen mit dem Dokumentarfilm gibt es auch eine Aufnahme von sieben Motetten und zwei Weltlichen Chorwerken: Du bist wie eine Blume, WAB 64, und die Uraufführung vom Vaterlandslied von Alexander Koller mit Hard-Chor-Linz und der Linzer Sängerakademie.